# 大河乡 (旺苍县)
大河乡，是中华人民共和国四川省广元市旺苍县曾经下辖的一个乡。2020年5月，撤销水磨乡、大河乡，设立水磨镇，以原水磨乡和原大河乡春笋村、柳垭村、白玉村、华丰村、火炬村以及原万山乡漆树村所属行政区域为水磨镇的行政区域。将原大河乡桂花村所属行政区域划归五权镇管辖。

## 行政区划
大河乡撤销前下辖以下地区：
桂花村、春笋村、柳垭村、白玉村、华峰村和火炬村。